# Orla Conde
La Orla Prefeito Luiz Paulo Conde, popularmente conocida como Orla Conde o Boulevard Olímpico, es una calle peatonal ubicado en las márgenes de la bahía de Guanabara en la zona central de la ciudad de Río de Janeiro, Brasil. La "Orla" (en español: "Orilla") tiene cerca de 3.5 kilómetros de longitud y 287 mil metros cuadrados extendiéndose por los barrios del Centro, Gamboa y Saúde. La orilla fue gradualmente inaugurad entre 2015 y 2017, ocupando el área que antes quedaba debajo del Elevado da Perimetral, además de sustituir parte de la avenida Rodrigues Alves. Su apertura puso fin a 252 años de acceso restringido sólo para militares del 1° Distrito Naval a parte de la orilla.
El paseo público, situado entre el Almacén 8 de los muelles de Gamboa y el Largo da Misericórdia, recorre varios puntos culturales, de los cuales cuatro fueron construidos precisamente para fomentar la región como un polo de entretenimiento y turismo: el Museo de Arte de Río (MAR), AquaRio, el Mural Etnias y el Museo del Mañana. Diversas plazas integran la orilla, entre ellas la Plaza Mauá y la Plaza XV. Además de nuevos espacios culturales, la orilla también ganó infraestructura para adaptarse a la misión de ser un punto turístico, recibiendo la instalación de 206 postes de iluminación led, la colocación de 153 bancos, la plantación de 463 árboles y la instalación de vías eléctricas para el levantamiento de cuatro paradas del VLT Carioca: Utopia AquaRio, Parada dos Navios/Valongo, Parada dos Museus e Praça XV.
El nombre de la orilla es un homenaje a Luiz Paulo Conde, exalcalde de la ciudad y ex vicegobernador del estado de Río de Janeiro. El alcalde de Río en esta época, Eduardo Paes, escogió el nombre para el bulevar debido al hecho de que Conde fue, para Paes, el gran inspirador de las transformaciones urbanas que tuvieron lugar en sus dos primeros mandatos como alcalde carioca.